# Ronnie Ralph
Ronnie Ralph (* 23. September 1933 in Los Angeles, Kalifornien als Ronald Ralph Pacini) ist ein US-amerikanischer Schauspieler.

## Leben
Ronnie Ralph ist italienischer Abstammung.

## Filmografie
- 1945: The House I Live In
- 1946: Night Editor
- 1946: The Dark House
- 1946: Ist das Leben nicht schön?
- 1948: Der Schrecken von Texas
- 1948: The Decision of Christopher Blake
- 1949: Rusty Saves a Life
- 1949: Blondie’s Big Deal
- 1949: Die Brut des Satans
- 1949: Rusty’s Birthday
- 1949: Unto Thyself Be True
- 1950: Mister 880
- 1951: Corky of Gasoline Alley